# Alexandru Musi
Alexandru Marian Musi (n. 17 iulie 2004, București, România) este un fotbalist român, care joacă pe post de mijlocaș la Dinamo în SuperLiga României. Pe plan internațional, are prezențe la națională pentru România Sub-19 și România Sub-21.

## Statistica carierei

### Club
| Club  | Sezon   | Campionat | Campionat | Campionat | Cupa Națională | Cupa Națională | Europa  | Europa | Altele  | Altele | Total   | Total  |
| Club  | Sezon   | Divizia   | Meciuri   | Goluri    | Meciuri        | Goluri         | Meciuri | Goluri | Meciuri | Goluri | Meciuri | Goluri |
| ----- | ------- | --------- | --------- | --------- | -------------- | -------------- | ------- | ------ | ------- | ------ | ------- | ------ |
| FCSB  | 2020–21 | Liga I    | 2         | 0         | 0              | 0              | 0       | 0      | 0       | 0      | 2       | 0      |
| FCSB  | 2021-22 | Liga I    | 3         | 0         | 1              | 1              | 0       | 0      | 0       | 0      | 4       | 1      |
| Total | Total   | Total     | 5         | 0         | 1              | 1              | 0       | 0      | 0       | 0      | 6       | 1      |